# 瓦曼加-圣克里斯托瓦尔国立大学
瓦曼加-圣克里斯托瓦尔大学 （西班牙語：Universidad Nacional de San Cristóbal de Huamanga）是一所公立大学，位于秘鲁南部的阿亚库乔（前称瓦曼加）。
该大学由苏克雷天主教大主教克里斯托瓦尔·德·卡斯蒂利亚-萨莫拉（Cristóbalde Castilla y Zamora）于1677年建立。在19世纪中叶关闭之前，它主要是用于训练天主教神父。 秘鲁政府于1959年将其重新开放为国立大学。 
1960年代和70年代，大学成为共产主义组织（包括秘鲁共产党 (光辉道路)）的温床。
大学的校长是生物学家荷西·安戈·阿吉拉尔。 

## 参看
- 拉丁美洲殖民地大学名单